# Soma (společnost)
Soma spol. s r. o. je česká firma vyrábějící flexotiskové stroje a stroje na zpracování flexibilního obalového materiálu. Sídlí ve východočeském Lanškrouně, mezi její klíčové produkty patří flexotiskové stroje, laminátory, montážky, archovačky, podélné řezačky a vysekávačky.

## Historie
Firmu založil v roce 1992 podnikatel Ladislav Verner. Během dvaceti let se firma vypracovala mezi světové lídry v oblasti vývoje a výroby technologie flexografických tiskových strojů.
V roce 2012, ke svému dvacátému výročí založení, firma otevřela nové technologické centrum Soma Globe. Zájem společnosti o inovace a vývoj vyvrcholil v roce 2013, kdy byl na trh uveden nový flexografický tiskový stroj OPTIMA. Ten o rok později obdržel ocenění v soutěži iF design awards v kategorii průmyslového designu. Ještě téhož roku, v roce 2014, bylo při příležitosti konání konference Flexo Challenges otevřeno v Lanškrouně nové školící centrum společnosti s názvem Villa Globe.